# Three Musicians
Three Musicians é o título de duas colagens e pinturas a óleo similares feitas pelo artista espanhol Pablo Picasso. Ambas foram completadas em 1921 em Fontainebleau perto de Paris, na França, e exemplificam o estilo Cubismo Sintético . Uma versão está atualmente no Museum of Modern Art (MoMA) de Nova Iorque; a outra versão se encontra no Museu de Arte da Filadélfia.[carece de fontes?]
Cada pintura apresenta um arlequim, um pierrot, e um monge, que geralmente representam Picasso, Guillaume Apollinaire, e Max Jacob, respectivamente.  Apollinaire e Jacob, ambos poetas, eram amigos íntimos de Picasso durante os anos de 1910. Entretanto, Apollinaire morreu com a Gripe espanhola em 1918, enquanto Jacob decidiu entrar para um mosteiro em 1921.